# Günter Pilling
Günter Pilling (* 16. März 1918 in Magdeburg; † 2001 in Leipzig) war ein deutscher Maler und Grafiker.

## Leben und Werk
Für den Zeitraum bis 1945 wurden zu Pilling keine Informationen gefunden. Pilling arbeitete als freischaffender Künstler in Magdeburg. Er war 1948 Gründungsmitglied der Künstlervereinigung Dalbe und gehörte zu den Gründern des Verbands Bildender Künstler der DDR in Magdeburg.
Pilling leitete neben seiner künstlerischen Tätigkeit mit dem Maler und Grafiker Wolfgang Speer (* 1926) beim Bezirkskabinett für Kulturarbeit Magdeburg einen Lehrgang für Plastik. Bis 1986 war er auch Leiter eines Mal- und Zeichenzirkel am Klubhaus der Eisenbahner. 1986 zog er nach Leipzig.
Pilling gehörte zum Freundeskreis um den oppositionellen Fotografen Dietrich Bahß (* 1949). Er war ab 1969 mit der Künstlerin Uta Pilling verheiratet.

## Werke (Auswahl)

### Tafelbilder und Druckgrafik
- Mutter und Kind (1932, Holzschnitt)[3][4]

- Der Gärtner (1949; auf der 2. Deutschen Kunstausstellung)[5]
- Magdeburger Dom (Öl, auf der 2. Deutschen Kunstausstellung)[6]
- Schwimmen als Volkssport (1973, Öl, 95 × 140 cm)[7]

### Baubezogene Arbeit
- Tanzszenen-Tiermotive Till Eulenspiegel (1964, Keramik-Wandfries; mit Walter Bischof; Magdeburg, Breiter Weg, ehemalige Gaststätte Wernesgrüner; entfernt)

## Ausstellungen (mutmaßlich unvollständig)

### Einzelausstellungen
- 1989: Leipzig, Galerie im Kunstkaufhaus („Malerei, Zeichnung. Zum 80. Geburtstag“)

### Ausstellungsbeteiligungen
- 1949: Dresden, 2. Deutsche Kunstausstellung
- 1965, 1974, 1979 und 1984: Magdeburg, Bezirkskunstausstellungen
- 1971: Berlin, Altes Museum („Das Antlitz der Arbeiterklasse in der bildenden Kunst der DDR“)
- 1996: Schkeuditz, art-Kapella („Die Stillen im Lande II“)